# San Cassiano (Bagni di Lucca)
San Cassiano (o San Cassiano di Controni o di Controne), è una frazione del comune italiano di Bagni di Lucca, nella provincia di Lucca, in Toscana.

## Geografia fisica
Il paese di San Cassiano è situato alle pendici del Monte Prato Fiorito, ed è composto da otto piccole borgate chiamate "villette": Campiglia, Cappella, Vizzata, Cembroni, Cocolaio, Livizzano, Chiesa, Piazza.

## Storia
La prima menzione del borgo di Controne o Controni risale al VIII secolo.

## Monumenti e luoghi d'interesse
Di particolare interesse storico-artistico è la chiesa romanica di San Cassiano di Controni.
Il vicino monumento ai caduti in bronzo è opera dello scultore Del Guerra (1925). Il 13 agosto 2012, nell'oratorio antistante la chiesa parrocchiale è stato inaugurato un piccolo museo di arte sacra contenente, tra le altre, la pregevole scultura lignea raffigurante san Martino di Tours a cavallo (secolo XIV). L'opera è attribuita a Jacopo della Quercia.
In località Cocolaio si trova l'oratorio di Santa Zita.